# 朱里恩灣 (西澳大利亞州)

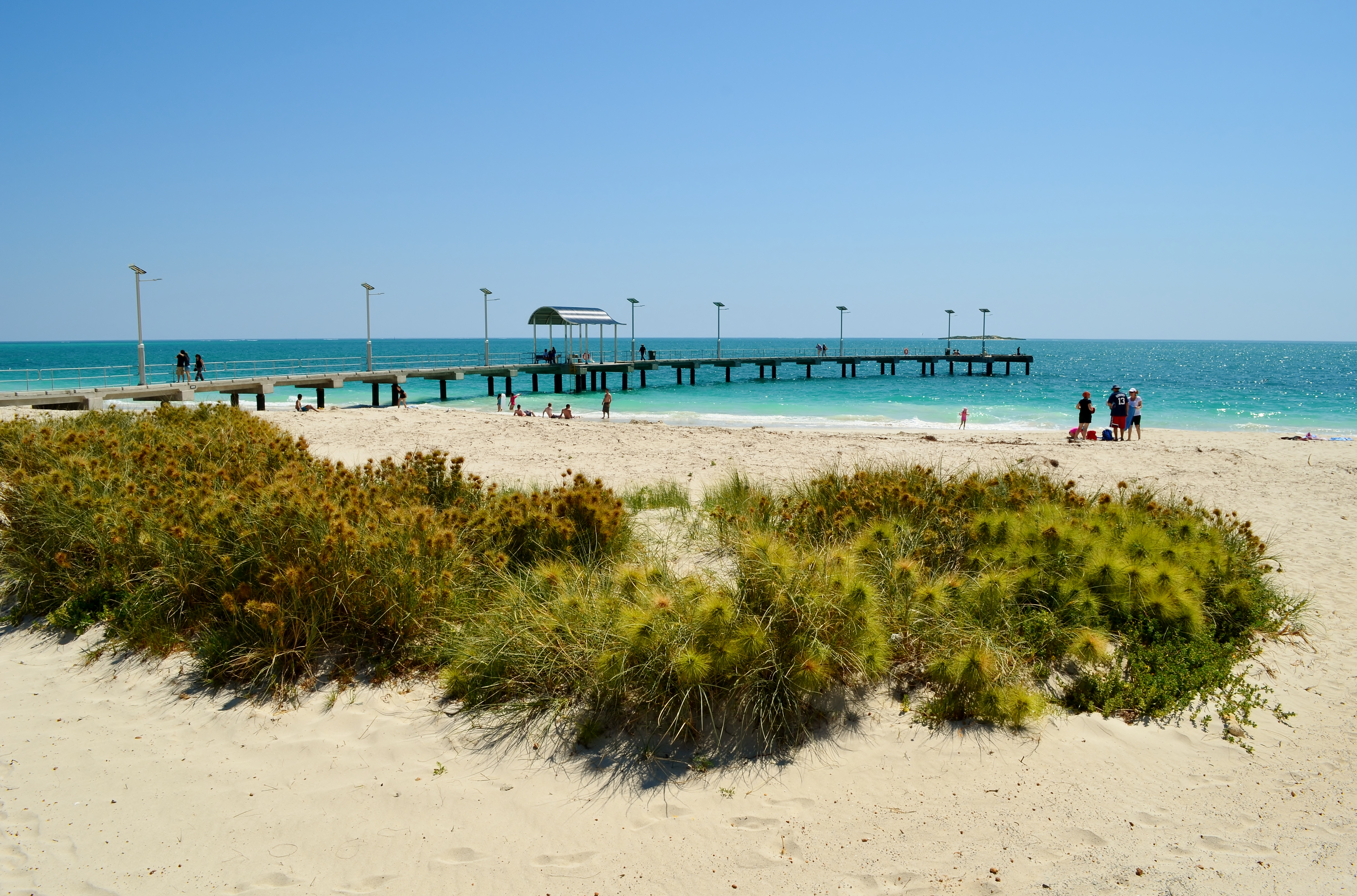

朱里恩灣是澳大利亞的城鎮，位於該國西南部印度洋沿岸，由西澳大利亞州的小麥帶區負責管轄，處於珀斯以北220公里，每年平均降雨量538毫米。

## 外部連結
- Walkabout – Jurien Bay
- Jurien Bay in Tourism in Western Australia
- Jurien Bay （页面存档备份，存于） (Bureau of Meteorology)
- Indian Ocean Festival （页面存档备份，存于）